# Anèmia de Fanconi
L'anèmia de Fanconi o anèmia aplàstica infantil és una malaltia genètica autosòmica recessiva i de caràcter hemàtic, que es desenvolupa de forma gradual durant la infància amb una disminució de les tres sèries cel·lulars hemàtiques o pancitopènia: eritròcits, leucòcits i trombòcits. Altres manifestacions són: hiperpigmentació cutània, retard del creixement, microcefàlia, microftàlmia, augment d'incidència de tumors massissos i leucèmia, aplàsia i sensibilitat cel·lular a substàncies que provoquen danys a l'ADN, com la mitomicina C. La malaltia rep el nom del pediatre suís Guido Fanconi, que la descrigué per primera vegada. El 70% dels casos es cura gràcies al trasplantament de cèl·lules mares obtingudes de la sang de cordó umbilical donat als bancs de sang i teixits.